# 韋弗 (愛荷華州)
韋弗（英語：Wever）是位於美國愛荷華州李縣的一個非建制地區。該地的面積和人口皆未知。

## 地理
韋弗所處的海拔為高於海平面171米（即561英呎），而該地所採用的時區為UTC-6，即北美中部時區（CST）。同時該地設有夏令時間，為UTC-6調快一小時，即UTC-5（CDT）。